# Roggiano Gravina
Roggiano Gravina község (comune) Olaszország Calabria régiójában, Cosenza megyében.

## Fekvése
A település a Crati folyó völgyében fekszik, a megye központi részén. Határai: Altomonte, Malvito, San Lorenzo del Vallo, San Marco Argentano, San Sosti, Santa Caterina Albanese és Tarsia.

## Története
A település ősét valószínűleg az oszkok alapították. Titus Livius feljegyzéseiben Vergae néven szerepel. A Nyugatrómai Birodalom bukása után a gótok, longobárdok, szaracénok, majd a 11. századtól a normannok   fennhatósága alá került, akik a Szicíliai Királyság részévé tették. 1864-ben lett önálló község.

## Népessége
A népesség számának alakulása:

## Főbb látnivalói
- Sant’Antonio-templom
- San Pietro Apostolo-templom